# La Mort de Marat (Munch)
La Mort de Marat est le titre de deux tableaux expressionnistes du peintre norvégien Edvard Munch, réalisés en 1907.
Le thème est l'assassinat du révolutionnaire Marat par Charlotte Corday, que Jacques-Louis David avait peint en 1793. Munch admirait ce tableau.
Il élargit ainsi la base de son expressionnisme et saisit, avec des traits horizontaux, verticaux et obliques — et une couleur posée directement du tube sur la toile —, la détresse et la désillusion qui peuvent exister dans toute relation sexuelle unissant deux amants.

## Commentaire
Dans la nuit du 11 au 12 septembre 1902, au cours d'une scène violente avec sa maîtresse Tulla Larsen, il se retrouve blessé d'un coup de revolver à la main gauche : Tulla par jeu érotique a feint d'avoir succombé à une dose de morphine et s'est abandonnée étendue dans un cercueil entouré de bougies. L'émotion en face de cette vision submerge l'artiste instable, mais quand il redevient lucide, la mise en scène macabre et grossière le font éclater en une violente colère. La dispute laisse place à un véritable combat armé entre les deux amants protagonistes.
C'est Tulla qui est représentée dans ces deux tableaux, un archétype de ce qu'il appelle « le combat entre l'homme et la femme que l'on appelle amour ».